# Gen Matsuda
Gen Matsuda (jap. 松田 弦, Matsuda Gen; * 16. Juli 1982 in der Präfektur Kōchi, Japan) ist ein japanischer Gitarrist.

## Leben und Karriere
Gen Matsuda ist ein Absolvent der Waseda-Universität, Schüler von Takayuki Matsui, Noboru Muraji, Tomonori Arai und besuchte die Meisterklassen bei Oscar Ghiglia, Shinichi Fukuda, Norio Sato, Stefano Grondona, Zoran Dukic, Ricardo Gallen u. a.
2009 gewann er als erster Japaner seit elf Jahren die Tokyo International Guitar Competition.

## Diskografie
- 2009: Genius

## Auszeichnungen
- 2000: Erster Preis der 25. GLC Student Guitar Competition (Veranstalter: Guitar Leaders Club, Japan)
- 2003: Erster Preis des 11. Gitarrenwettbewerbs Nagoya (Veranstalter: Chubu Nippon Guitar Association, Nagoya, Japan)
- 2004: Erster Preis des 50. Gitarrenwettbewerbs Kyushu (Veranstalter: Kyusyu Guitar Music Association, Kyushu, Japan)
- 2005: Erster Preis des 23. Wettbewerbs für Spanische Gitarre (Veranstalter: Japan Association for Spanish Guitar, Japan)
- 2006: Erster Preis des 37. Wettbewerbs für Klassische Gitarre (Veranstalter: Nihon Gitarisuto Kyokai, Japan)
- 2009: Erster Preis der 9. Asia International Guitar Competition (Veranstalter: Thailand Guitar Society, Bangkok, Thailand)
- 2009: Erster Preis der 52. Tokyo International Guitar Competition (Veranstalter: Japan Federation of Guitarists, Japan)